# Mappa a ferro di cavallo

La mappa a ferro di cavallo di Smale è la composizione di tre trasformazioni geometriche.

Mescolamento in una palla reale di stucco colorato dopo interazioni consecutive della mappa a ferro di cavallo.

Nella teoria del caos, una mappa a ferro di cavallo è un qualsiasi elemento di una classe di mappe caotiche del quadrato in se stesso, fondamentale nello studio dei sistemi dinamici. La mappa fu introdotta da Stephen Smale mentre stava studiando il comportamento delle orbite dell'oscillatore di van der Pol. L'azione della mappa è definita geometricamente come la contrazione del quadrato, il successivo allungamento del risultato in una lunga striscia e infine la piega nella forma di un ferro di cavallo.

## Descrizione
La maggior parte dei punti alla fine escono dal quadrato dopo l'applicazione della mappa. Iterando la mappa, quest'ultimi andranno nei semidischi attaccati al quadrato dove convergeranno ad un punto fisso in uno dei semicerchi. I punti che rimangono nel quadrato dopo ripetute iterazioni formano un insieme frattale e fanno parte dell'insieme invariante della mappa.
La contrazione, la dilatazione e la piega della mappa a ferro di cavallo sono tipiche dei sistemi caotici, ma non necessarie e nemmeno sufficienti. Nella mappa di Smale, la contrazione e la dilatazione sono uniformi. Si compensano a vicenda così l'area del quadrato non cambia. La piega fatta semplice e ordinata, così si possono facilmente descrivere le orbite che rimangono per sempre nel quadrato.
Per una mappa a ferro di cavallo: 
- ci sono un numero infinito di orbite periodiche;
- esistono orbite periodiche di periodo arbitrariamente grande;
- il numero di orbite periodiche cresce esponenzialmente con il periodo;
- vicino ad ogni punto dell'insieme invariante c'è un punto di un'orbita periodica.

### Caratteristiche
La mappa a ferro di cavallo {\displaystyle f} è un diffeomorfismo definito da una regione {\displaystyle S} del piano in se stesso. La regione {\displaystyle S} è un quadrato affiancato da due semicerchi. L'azione di {\displaystyle f} è definita attraverso la composizione di tre trasformazioni geometriche. Prima il quadrato è contratto verticalmente di un fattore {\displaystyle \alpha <1/2}. I semicerchi sono contratti in modo da rimanere tali e inoltre da essere attaccati al rettangolo risultante. Contrarre di un fattore minore di {\displaystyle 1/2} assicura che ci sarà uno spazio vuoto fra i due bracci del ferro di cavallo. Successivamente il rettangolo è dilatato orizzontalmente di un fattore {\displaystyle 1/\alpha }; i semidischi rimangono invariati. Infine la striscia risultante è piegata nella forma di un ferro di cavallo e riposizionata in {\displaystyle S}.
La parte interessante è l'immagine del quadrato in se stesso. Una volta che questa parte è definita, la mappa può essere estesa ad un diffeomorfismo descrivendo la sua azione sui semicerchi. I semidischi sono per contrarre e alla fine mappare dentro a uno dei due semicerchi (il sinistro nella figura). L'estensione di {\displaystyle f} ai semicerchi attaccati aggiunge un punto fisso all'insieme non vagante della mappa. Per mantenere la classe delle mappe di Smale semplice, la regione curva del ferro di cavallo non dovrebbe ritornare nel quadrato.
La mappa a ferro di cavallo è iniettiva, che significa che esiste l'inversa {\displaystyle f^{-1}} quando ci si restringe all'immagine di {\displaystyle S} rispetto a {\displaystyle f}.
Piegando la striscia in modi differenti, sono possibili altri tipi di mappe a ferro di cavallo.

Varianti della mappa a ferro di cavallo

Per assicurare che la mappa rimanga iniettiva, il quadrato contratto non si deve sovrapporre. Quando l'azione sul quadrato è estesa ad un diffeomorfismo, l'estensione non può essere sempre fatta nel piano. Per esempio, per estendere la mappa sulla destra ad un diffeomorfismo bisogna usare un "cappuccio" che avvolge l'equatore.
La mappa a ferro di cavallo è un diffeomorfismo che soddisfa l'assioma A di Smale e che inoltre serve da modello per il comportamento generale in un punto omoclino trasversale, dove le varietà stabili e instabili di un punto periodico si intersecano.

## Dinamica
La mappa a ferro di cavallo fu creata per la dinamica caotica di un flusso in un intorno di una data orbita periodica. L'intorno scelto è un piccolo disco perpendicolare all'orbita. Con l'evoluzione del sistema, i punti de disco rimangono vicini all'orbita periodica, tracciando le orbite che alla fine intersecheranno di nuovo il disco, e le altre orbite invece divergeranno.
Il comportamento di tutte le orbite nel disco può essere determinato considerando che cosa succede nel disco. L'intersezione tra il disco e la data orbita periodica ritorna ogni periodo in se stessa e così i punti nel suo intorno. Quando questo intorno ritorna, la sua forma è cambiata. Tra i punti mappati nel quadrato ci sono dei punti che lasceranno il disco e altri che continueranno a ritornare. L'insieme dei punti che non lasciano mai l'intorno della orbita periodica forma un frattale.
Si può dare un nome simbolico alle orbite che rimangono nell'intorno. Il disco iniziale può essere diviso in un numero piccolo di regioni. Sapendo la successione delle visite dell'orbita in queste regioni, l'orbita può essere localizzata esattamente. La successione delle visite fornisce una rappresentazione simbolica della dinamica, conosciuta come dinamica simbolica.

### Orbite
È possibile descrivere il comportamento di tutte le condizioni iniziali della mappa a ferro di cavallo. Un punto iniziale {\displaystyle u_{0}=(x,y)} è mappato nel punto {\displaystyle u_{1}=f(u_{0})}. La sua iterazione è il punto {\displaystyle u_{2}=f(u_{1})=f^{2}(u_{0})}, e continuando si genera l'orbita {\displaystyle u_{0}},{\displaystyle u_{1}}, {\displaystyle u_{2}},{\displaystyle \ldots }
Con interazione ripetute della mappa di Smale, la maggior parte delle orbite finiscono nel punto fisso del semidisco sinistro. Questo succede poiché la mappa manda il semidisco in se stesso attraverso una trasformazione affine, che ha esattamente un punto fisso. Ogni orbita che finisce nel semidisco sinistro non lo lascerà mai e convergerà al punto fisso. I punti sul semicerchio destro vengono mappati su quello sinistro alla successiva iterazione, e la maggior parte dei punti vengono mandati nei semidischi.

### Iterare il quadrato

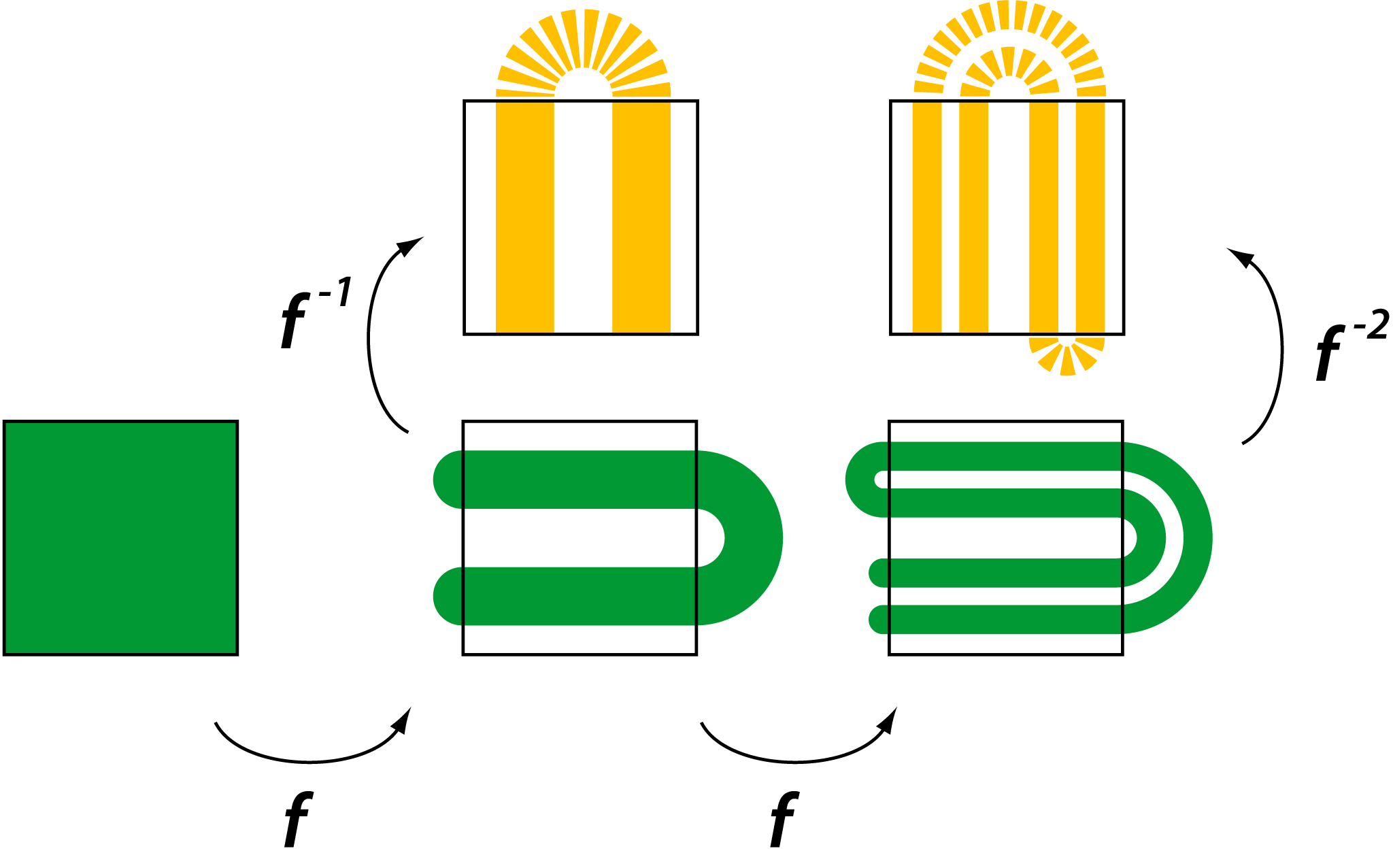
Immagini e controimmagini della regione quadrata applicando la mappa di Smale

Attraverso interazioni in avanti della mappa a ferro di cavallo, il quadrato originale viene mandato in una serie di strisce orizzontali. I punti di queste strisce orizzontali provengono da strisce verticali del quadrato iniziale. Detto {\displaystyle S_{0}} il quadrato originale, sia mappato in avanti {\displaystyle n} volte si consideri solo i punti rimandati nel quadrato, che è un insieme di strisce orizzontali 
{\displaystyle H_{n}=f^{n}(S_{0})\cap S_{0}.}
I punti delle strisce orizzontali vengono da strisce verticali del quadrato
{\displaystyle V_{n}=f^{-n}(H_{n})},
che sono le strisce orizzontali {\displaystyle H_{n}} mappati all'indietro {\displaystyle n} volte. Cioè, un punto in {\displaystyle V_{n}} finirà nell'insieme {\displaystyle H_{n}} delle strisce verticali dopo {\displaystyle n} interazioni.

### Insieme invariante

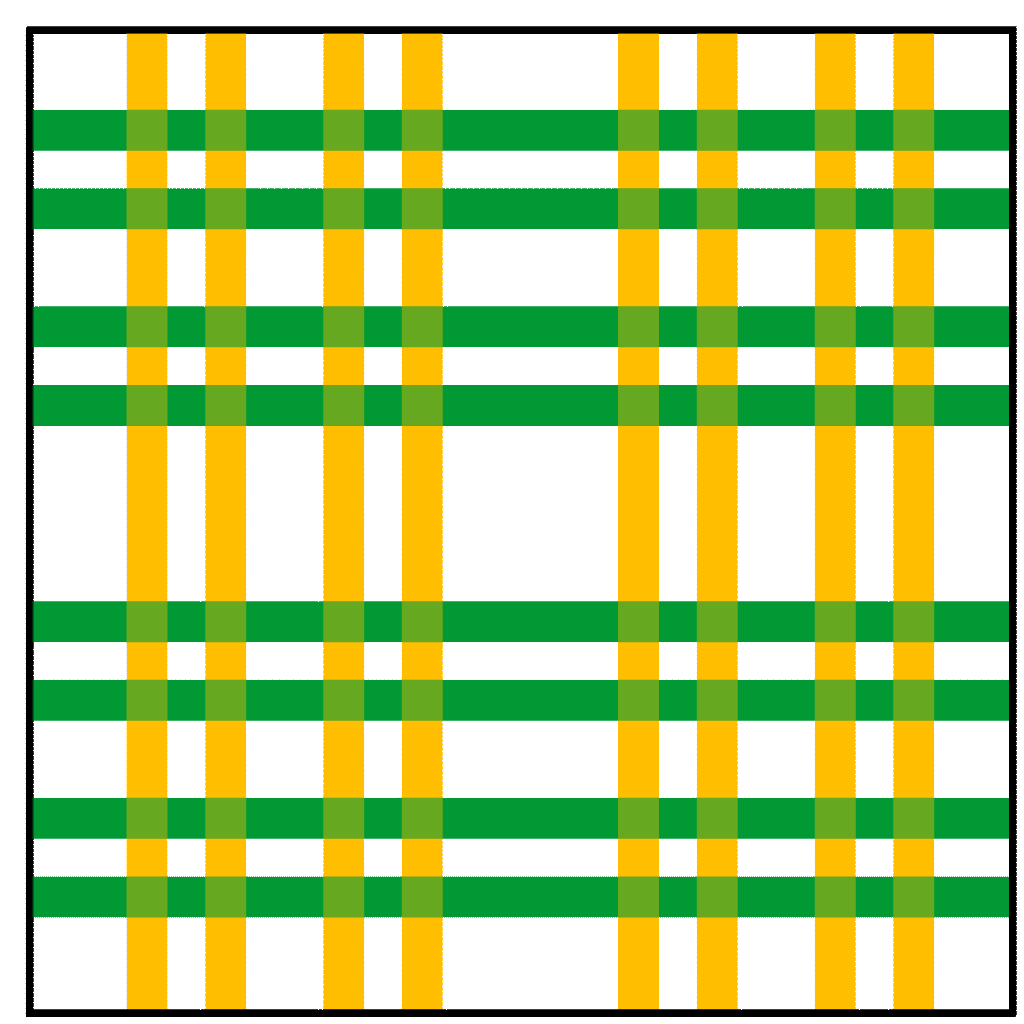
Intersezioni che convergono all'insieme invariante

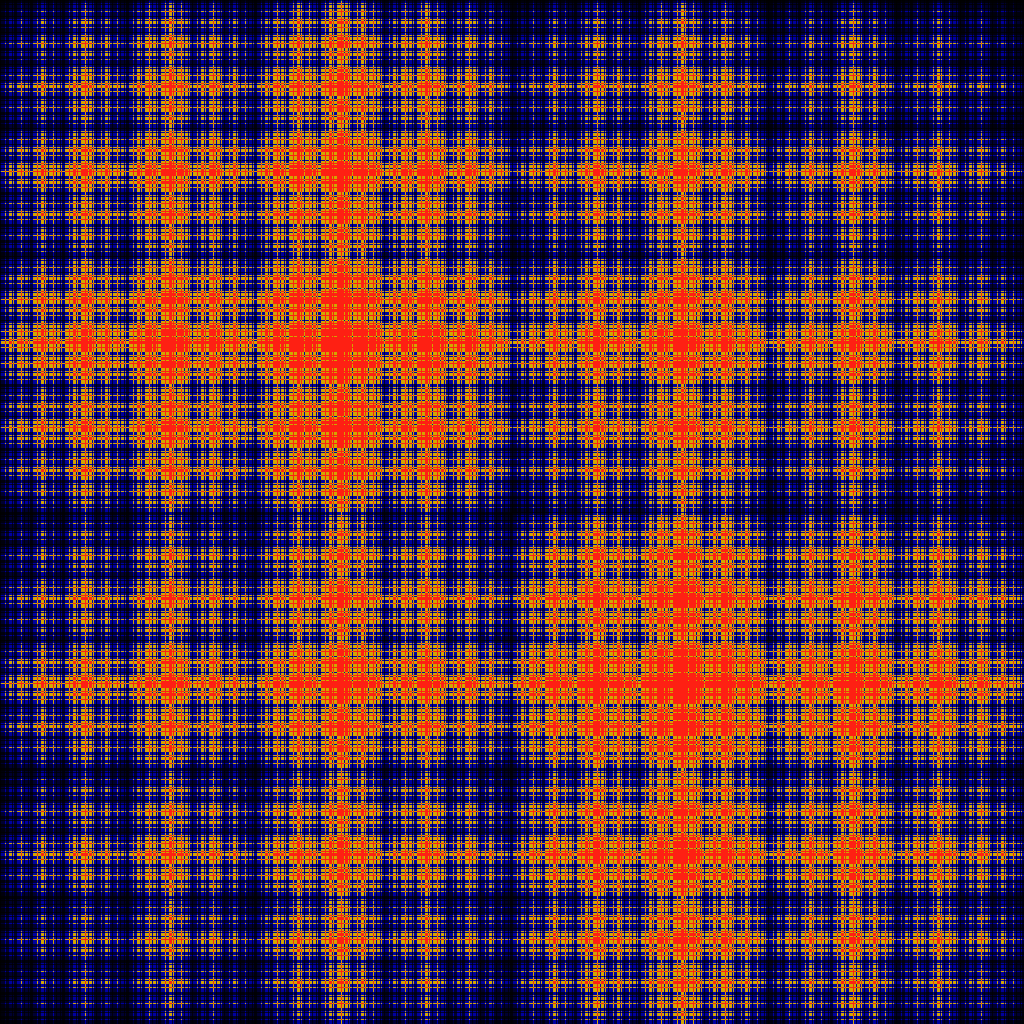
Esempio di una misura invariante

Se un punto rimane indefinitamente nel quadrato, alla deve appartenere all'insieme {\displaystyle \Lambda } che viene mappato in se stesso. È da determinare se questo insieme è vuoto o no. Le strisce verticali {\displaystyle V_{1}} vengono mandate in quelle orizzontali {\displaystyle H_{1}}, ma non tutti i punti di {\displaystyle V_{1}} rivengono mandati in se stesso. Solo i punti nell'intersezione tra {\displaystyle V_{1}} e {\displaystyle H_{1}} possono appartenere a {\displaystyle \Lambda }, come si può controllare seguendo i punti fuori dall'intersezione nella successiva iterazione.
L'intersezione delle strisce verticali e orizzontali, {\displaystyle H_{n}\cap V_{n}}, sono quadrati che nel limite {\displaystyle n\to \infty } converge all'insieme invariante {\displaystyle \Lambda }. La struttura di questo insieme può essere meglio compresa introducendo un sistema di etichette per ogni intersezione- una dinamica simbolica.

### Dinamica simbolica

I domini base della mappa a ferro di cavallo

Poiché {\displaystyle H_{n}\cap V_{n}\subset V_{1}}, ogni punto che appartiene a {\displaystyle \Lambda } deve essere mappato nella striscia verticale sinistra {\displaystyle A} di {\displaystyle V_{1}}, o in quella a destra {\displaystyle B}. La striscia orizzontale inferiore di {\displaystyle H_{n}} è l'immagine di {\displaystyle A} mentre quella superiore è l'immagine di {\displaystyle B}, cioè {\displaystyle H_{1}=f(A)\cup f(B)}. Si possono allora usare le strisce {\displaystyle A} e {\displaystyle B} per etichettare i quattro quadrati nell'intersezione tra {\displaystyle V_{1}} e {\displaystyle H_{1}}:
{\displaystyle {\begin{aligned}\Lambda _{A\bullet A}&=f(A)\cap A\\\Lambda _{A\bullet B}&=f(A)\cap B\\\Lambda _{B\bullet A}&=f(B)\cap A\\\Lambda _{B\bullet B}&=f(B)\cap B\end{aligned}}}
L'insieme {\displaystyle \Lambda _{A\bullet B}} consiste di punti della striscia {\displaystyle A} che sono in {\displaystyle B} nella precedente iterazione. Si è usato il punto {\displaystyle \bullet } per separare la regione in cui il punto dell'orbita si trova da quella in cui si trovava precedentemente.
La notazione può essere estesa anche a maggiori interazioni della mappa di Smale. Le strisce verticale possono essere chiamate secondo la sequenza delle visite alla striscia {\displaystyle A} o {\displaystyle B}. Per esempio, l'insieme {\displaystyle ABB\subset V_{3}} consiste di punti provenienti da {\displaystyle A} che saranno mandati in {\displaystyle B} con una iterazione e che ci rimarranno nell'iterazione successiva:
{\displaystyle ABB=\{x\in A\,|\,f(x)\in B\,\,\,\mathrm {e} \,\,\,f_{2}(x)\in B\}.}
Le strisce orizzontali sono indicate dalle strisce verticali che sono loro controimmagini. Con questa notazione, l'intersezione di {\displaystyle H_{2}} e {\displaystyle V_{2}} è composto da 16 quadrati, di cui uno è
{\displaystyle \Lambda _{AB\bullet BB}=f_{2}(AB)\cap BB.}
Tutti i punti in {\displaystyle \Lambda _{AB\bullet BB}} sono in {\displaystyle B} e continueranno ad esserlo per almeno una iterazione successiva. La loro precedente traiettoria prima di essere mappati in {\displaystyle BB} è stata {\displaystyle A} seguita da {\displaystyle B}.

### Orbite periodiche
Qualunque delle intersezioni {\displaystyle \Lambda _{P\bullet F}} di una striscia orizzontale con una verticale, dove {\displaystyle P} e {\displaystyle F} sono sequenze di {\displaystyle A} e {\displaystyle B}, è un'affinità della piccola regione {\displaystyle V_{1}}. Se {\displaystyle P} è composto da {\displaystyle k} simboli, e se {\displaystyle f^{-k}(\Lambda _{P\bullet F})} e {\displaystyle \Lambda _{P\bullet F}} si intersecano, la regione {\displaystyle \Lambda _{P\bullet F}} avrà un punto fisso. Questo succede quando {\displaystyle P} e {\displaystyle F} sono uguali, infatti {\displaystyle \Lambda _{ABAB\bullet ABAB}\subset V_{4}\cup H_{4}} ha almeno un punto fisso, che è anche lo stesso di {\displaystyle \Lambda _{AB\bullet AB}}. Includendo sempre più {\displaystyle AB} in {\displaystyle P} e {\displaystyle F}, l'area dell'intersezione può essere resa arbitrariamente piccola che convergerà ad un punto che è parte di un'orbita periodica della mappa a ferro di cavallo. L'orbita periodica può essere descritta dalla più semplice sequenza di {\displaystyle A} e {\displaystyle B} che indica le regioni visitate dall'orbita.
Per ogni sequenza di {\displaystyle A} e {\displaystyle B} c'è un'orbita periodica.